# Ciropedia
Ciropedia (del griego Κύρου παιδεία / Kýrū paidèiā, "Educación de Ciro") es una obra biográfica parcialmente ficticia que abarca la juventud, ascenso y gobierno de Ciro, escrita por Jenofonte posiblemente entre los años 380 y 365 a. C.
Esta obra consta de ocho libros, los cuales tienen el objetivo de representar el ideal de soberano y caballero a partir de la figura ejemplar de Ciro. El libro I presenta el devenir de su personaje, en cambio los libros del II al VIII narran su modo de actuar, producto de ese devenir.

## Libros
Ana Vegas Sansalvador, en la introducción de la obra Ciropedia, escribe que: 

El título adquiere, por tanto, su total significado referido al conjunto de la obra, que constituye una asistemática Summa de las ideas de su autor sobre la educación, caza, equitación, política, moral y arte militar, que el propio Jenofonte había plasmado o iba a expresar más sistemáticamente en tratados especializados.

El libro I empieza con la reflexión sobre las dificultades que implica gobernar, luego hace referencia a un hombre que hace caso omiso a estas dificultades y en cambio se hace respetar y amar por su vasto imperio: el persa Ciro. Relata los orígenes de este gobernador, sobre sus padres y la educación persa que tuvo. Seguido cuenta las ocurrencias, cuando Ciro era niño, de la estancia y vuelta en la corte junto a su abuelo Astiages. A su vuelta a Persia narra la vida de Ciro cuando era príncipe, los deberes que cumplía en contraste a los demás jóvenes y la enseñanza que tuvo de parte de su padre, Cambises, sobre cuestiones militares con relación a su persona, a sus hombres y a sus enemigos.
Los libros II y III narran los preparativos previos a la contienda y las campañas de Armenia y Caldea. Ciro, ahora con más carácter, gana estas dos contiendas, gracias al buen desempeño que tuvo con sus soldados al fomentarles ánimo con diversos concursos y recompensas, además del buen armamento que llevaban.
Los libros IV hasta VII cuentan la campaña de Asiria. Empieza con los preparativos, las tácticas que se utilizarían en esta campaña, luego la marcha contra el enemigo y la primera victoria. Luego del abandono de Ciáxares II, tío de Ciro, este sigue su rumbo con su ejército y algunos voluntarios medos, quienes luego reciben la ayuda de los hircanios, quienes eran aliados de los asirios. También relata sobre el espía que mandó Ciro a los asirios, quien se hacía pasar por un desterrado persa por su vulgar comportamiento por enamorarse de Pantea, mujer de Ciro. Ya en el libro VII, narra sobre los pueblos sometidos por Ciro en su paso a Babilonia y termina con la captura de esta ciudad.
Al término del libro VII, Ciro se presenta ya como soberano asentado en Babilonia, luego en el libro VIII comienza la organización de la corte y luego el imperio, controlada por Ciro. En este libro también relata los encuentros de Ciro con sus amigos, colmándoles de regalos, y algunos pobladores, como Feraulas. Ya casi finalizando la obra Jenofonte relata a un Ciro ya anciano, cercano a morir en su cama y rodeado de sus hijos, a quienes les advierte sobre los peligros de la división y demás últimos consejos, siendo sus últimas palabras: 

Por último, recordad también estas palabras mías: haciendo bien a vuestros amigos, seréis capaces de castigar a vuestros enemigos. Adiós hijos queridos, y decid adiós a vuestra madre de mi parte. Adiós todos, amigos míos, presentes y ausentes.

Este último libro concluye con el epílogo, describiendo la decadencia del imperio después de la muerte de Ciro y contrastando estos dos tiempos. Este epílogo entra en controversias, considerándose como sospechoso, auténtico y por otros como apócrifo.